# Журавлёв, Григорий Иванович
Григорий Иванович Журавлёв (4 декабря 1919, Кувшиново, Тверская губерния — 20 февраля 2002, там же) — советский и российский шахматист, мастер спорта СССР (1952).

## Биография
Участник Великой Отечественной войны, в 1943 году получил тяжёлое ранение. Перенёс семь операций, но ногу пришлось ампутировать.
Победитель 1-го чемпионата Калининской области (1954) по переписке. Организатор турниров по переписке в Калининской области.
Победитель I—III Всероссийских турниров колхозников (1949 — 1—2, но проиграл матч Борисенкову, 1950 — 1, 1951 — 1—3), I—II всесоюзных турниров сельских шахматистов (1951, 1952).
В 1951, 1952, 1953, 1957, 1963 и 1964 годах становился чемпионом Калининской области.
В составе сборной РСФСР победитель 1-го международного турнира по переписке «Балтийское море — море дружбы!» (1964—1967), проводившегося между командами стран, омываемых Балтийским морем. Арбитр первых чемпионатов РСФСР по заочным шахматам.
Работал бухгалтером.
Участник первой лиги 1-го чемпионата России (1994).